# مکسهایم
مکسهایم (به آلمانی: Meckesheim) یک شهر در آلمان است که در راین-نکار-کرایس واقع شده‌است. مکسهایم ۵٬۳۳۲ نفر جمعیت دارد.

## خواهرخوانده
شهر Jouy-en-Josas خواهرخواندهٔ مکسهایم هست.